# Puplinge
Puplinge es una comuna suiza del cantón de Ginebra. Limita al norte con las comunas de Choulex y Presinge, al este de nuevo con Presinge, al sur con Ville-la-Grand (FRA-74) y Ambilly (FRA-74), y al oeste con Thônex. 